# Chiesa di San Niccolò (Campo nell'Elba)
La chiesa di San Niccolò è un edificio sacro che si trova a San Piero in Campo.

## Storia e descrizione
Originariamente dedicata ai Santi Pietro e Paolo, secondo la tradizione sarebbe stata eretta nel VII secolo sui resti di un tempio dedicato al dio Glauco. Ricostruita nel XII-XIII secolo, presenta il rivestimento a filari di granito tipico del romanico elbano e una serie di lesene che vivacizzano le superfici, ma risulta unica per la sua pianta a due navate separate da tre archi impostati su colonne e concluse con due absidi dotate entrambe di altare. Si ritiene che siano andate perdute le prime due campate, spazio ora occupato da un atrio-cortile. 
Nel 1555, a seguito dei ripetuti attacchi franco-turchi capitanati da Dragut, venne incorporata fra i due bastioni di una fortezza. 
All'interno le pareti conservano resti di pregevoli affreschi del XV secolo.
Nel XVIII secolo la struttura era nota come Pieve Vecchia e Niccolajo.